# Stanisław Niziński

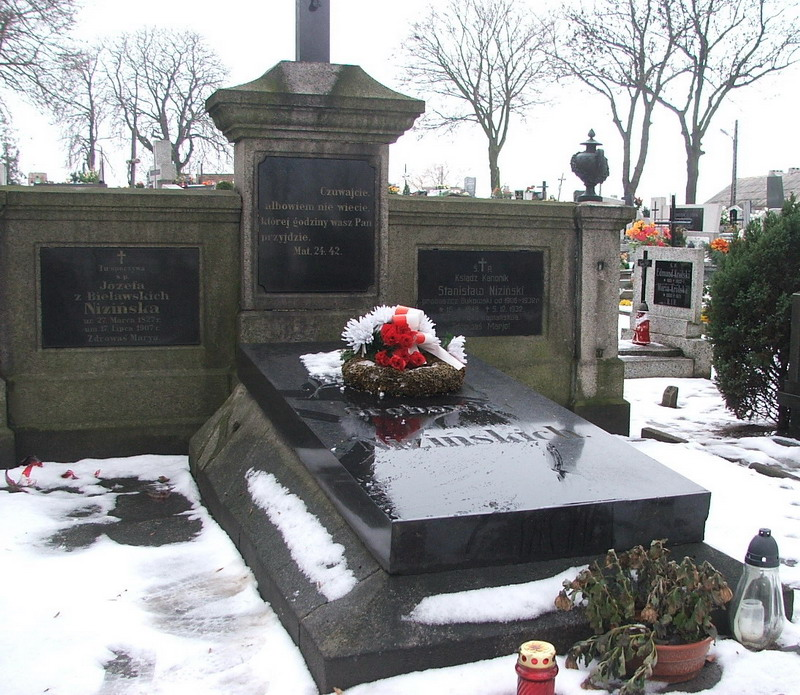
Nagrobek ks. St. Nizińskiego w Buku

Stanisław Niziński (ur. 16 kwietnia 1848 w Pleszewie, zm. 5 grudnia 1932 w Buku) – kanonik honorowy Kapituły Metropolitarnej w Poznaniu, dziekan dekanatu bukowskiego, radca duchowny, proboszcz dobrzycki w latach 1897–1903 i bukowski w latach 1906–1932, oficer rezerwy, działacz niepodległościowy i społeczny.

## Życiorys
Urodził się w rodzinie rolnika Józafata i Józefy z Bielawskich. Ukończył szkołę elementarną, następnie podjął naukę w Królewskim Katolickim Gimnazjum w Ostrowie, z którego w 1863 r. został wydalony. Naukę kontynuował w Gimnazjum w Śremie. Następnie wstąpił do seminarium duchownego w Poznaniu, lecz z powodu Kulturkampfu zmuszony był przerwać studia w Poznaniu. Ukończył je w Pradze czeskiej i tam z rąk biskupa Karola F. Pruchy otrzymał święcenia kapłańskie 20 kwietnia 1875 r.
Po powrocie na ziemie polskie otrzymał skierowanie do pracy w parafii św. Marcina w Poznaniu jako wikariusz. Ścigany przez władze pruskie za działalność niepodległościową musiał ukrywać się w gościnnych dworach wielkopolskich, zwłaszcza u Niegolewskich i Trzcińskich, gdzie pełnił m.in. funkcję nauczyciela domowego.
Na krótko został kapelanem przy kościele Pana Jezusa w Poznaniu, po czym 1886 r. otrzymał probostwo w Gninie, w dekanacie grodziskim, skąd 1 października 1897 r. został przeniesiony do Dobrzycy gdzie objął probostwo w kościele św. Tekli
Zainicjował powstanie Żywego Różańca, Towarzystwa Robotników, Kółka Rolniczego oraz Towarzystwa Przemysłowego dla kupców i rzemieślników. W roku 1898 założył Bank Ludowy. Zorganizował nauczanie języka polskiego.
W kościele parafialnym przeprowadził drobne remonty. Naprawiono i pozłocono naczynia liturgiczne. Ogrodzono murem cmentarz katolicki oddzielając go od luterańskiego.
Już w 1897 r. czyli z chwilą objęcia parafii zainicjował zbiórkę pieniędzy na budowę, nowego murowanego kościoła w Dobrzycy. W ciągu 6 lat pracy w dobrzyckiej parafii zebrał fundusz na budowę, opuszczając parafię pozostawił w kasie fundusz budowlany w wysokości 5 800 mk.
W 1906 r. został proboszczem parafii św. Stanisława Biskupa i Męczennika w Buku, gdzie pracował kolejne 27 lat. Rozwinął tam szeroką działalność duszpasterską i społeczną. Odnowił Farę, kościółek św. Krzyża, rozbudował probostwo, wybudował nowe mieszkanie dla wikariuszy, odnowił stary szpital i sprowadził w 1917 r. siostry Szarytki. Był fundatorem Domu Katolickiego, współzałożycielem Banku Ludowego i „Rolnika”.
Władza kościelna w uznaniu zasług w 1913 r.u mianowała go radcą duchownym, a w roku 1918 dziekanem dekanatu bukowskiego. W 1925 r., z okazji złotego jubileuszu kapłaństwa, otrzymał tytuł Kanonika Honorowego Kapituły Metropolitarnej w Poznaniu z rąk ks. kardynała Edmunda Dalbora. W tym samym roku Rada Miejska nadała mu tytuł Honorowego Obywatela Miasta.
Zmarł w Buku, w 58. roku kapłaństwa. Pochowany został w rodzinnym grobowcu obok swojej matki na cmentarzu św. Rocha w Buku.

## Ordery i odznaczenia
- Krzyż Oficerski Orderu Odrodzenia Polski (10 listopada 1928)[2]